# Jadrija
Jadrija is een dorp in Kroatië, aan de kust van de Adriatische Zee. Het is gelegen aan de Jadranska Magistralasnelweg naar Šibenik, 5 km ten zuiden van Vodice.

## Algemeen
De plaats is redelijk nieuw te noemen. Er staan over het algemeen privévakantiehuizen. Jadrija is een favoriete kustplaats en voor veel inwoners van Šibenik een weekendverblijfplaats. Jadrija heeft een recent verkregen strand met verscheidene duikcentra, verhuuraccommodaties en strandvolleybalvelden.

## Windsurfen
Jadrija heeft gunstige winden en is daarom ook een bekende en favoriete windsurfplek. Het organiseert ook een van de windsurfwedstrijden om de Kroatische kampioenschappen.
Met haar vele verschillende eilanden is de kust van Jadrija goed beschermd waardoor de gematigde windsurfer hier ook tot zijn recht komt. In de zomer waaien hier vooral de tramontane en de mistral overheersend. In de lente waaien de noordelijke bura en zuidelijke jugo.